# Pelecyphora aselliformis
Pelecyfora aselliformis, Ehrenb., 1843 o peyotillo es una especie de cacto.

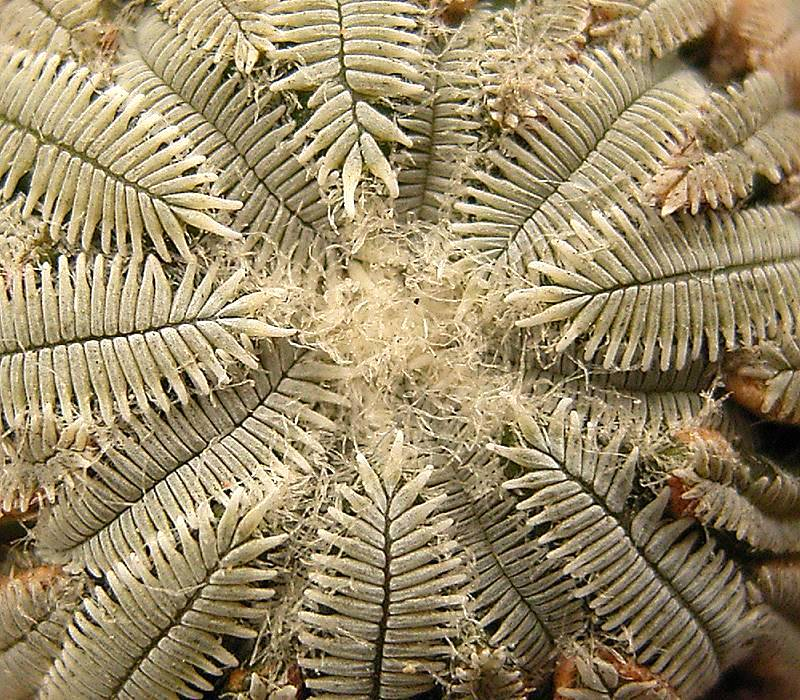
Detalle

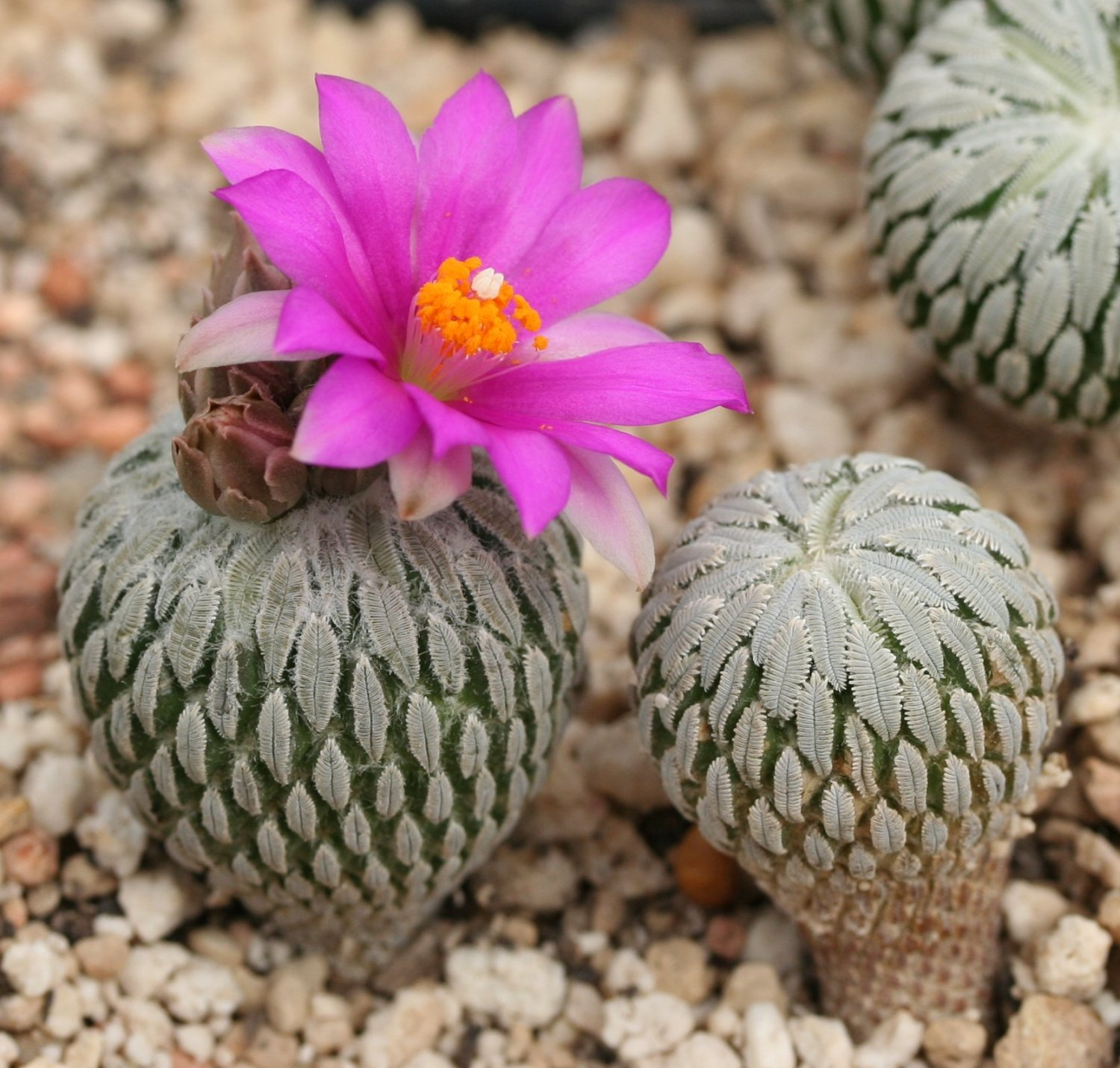
Con flor

## Distribución
Es nativo del Estado de San Luis Potosí en México, donde se encuentra en el norte y noroeste en elevaciones de 1800 a 2400 m s. n. m. La especie se extiende sobre una superficie de no más de 500 km².

## Descripción
Es un cacto globoso, presenta raíz gruesa y carnosa y tallo verde grisáceo, al principio esférico y luego cilíndrico, de unos 12 cm de alto y  3 a 7 cm de diámetro.
Los tubérculos son largos, sobresalen de 4 a 7 mm, en espiral, son largos y comprimidos lateralmente. Las areolas son lanosas y presentan 40 a 60 espinas, luego pectinadas, no punzantes, unidas a la base con la extremidad libre, de 1 a 4 mm de largo.
Las flores aparecen en el ápice, entre la lanosidad de las areolas jóvenes; midiendo de 2 a 3,5 cm de diámetro y violáceas. 
Crece muy lentamente y amacolla sólo después de muchos años.

## Cultivo
Se multiplica mediante semillas. 

## Observaciones
Se encuentra hasta los 1.850 m s. n. m. También llamado “Peyote meco”. Contiene aprox. 15 alcaloides, en donde el principal es la N,N-dimetil-3-hidroxi-4,5-dimetoxifenetilamina. Temperatura media mínima 10 °C. Pleno sol. Sustrato bien drenado. Riego escaso y reposo invernal.

## Taxonomía
Pelecyphora aselliformis fue descrita por Christian Gottfried Ehrenberg y publicado en Botanische Zeitung (Berlin) 1: 737. 1843.
Etimología
Pelecyphora: nombre genérico que deriva de las palabras griegas: 
pelekys que significa "hacha" y phoros que significa "tallo" y refleja el aspecto de la planta como de cabezas de hacha.
aselliformis: epíteto
Sinonimia
- Mammillaria aselliformis
- Anhalonium aselliforme
- Ariocarpus aselliformis
- Cereus greggii[4]

## Nombres comunes
- Español:peyotillo, peyote meco